# Juan Pablo García (piloto)
Juan Pablo García (México D.F., 4 de octubre de 1987) era un piloto de automovilismo mexicano.

## Inicios de su carrera
Después de sus inicios corriendo karts en su país natal, México, en el Campeonato Nacional el cual ganó, García comenzó su carrera profesional en la Fórmula Renault 2000 de América en 2006. El año siguiente, el hizo dos carreras en la A1 Grand Prix para el A1 Team México y, participó de todo el Campeonato de Fórmula Tres Británica en la Clase Nacional, finalizando séptimo. En 2008 él disputó la Fórmula Renault 2.0 Northern European Cup, terminando 16.º y Formula Renault 2.0 Eurocup, donde no pudo sumar puntos.

## Indy Lights
En agosto de 2009 García firmó un contrato para hacer su debut en Indy Lights para HVM Racing en Infineon Raceway después de estar inactivo durante gran parte del año. Terminó 18 en su carrera debut. Él volvió a la categoría en 2010 con otro equipo, Michael Crawford Motorsports, e hizo dos carreras, terminando sexto en Infineon. En 2011 él firmó para conducir a tiempo completo en la serie para Jensen MotorSport. Sin embargo, dejó el equipo y la serie después de la cuarta carrera de la temporada, la Freedom 100, con un mejor resultado de octavo en Alabama. Regresó a Indy Lights en 2012 con el equipo de Jeffrey Mark Motorsports. García terminó 9.º en el campeonato con un mejor resultado de carrera de 7.º (dos veces).
Regresa a la serie en 2013 para incorporarse al equipo Team Moore Racing.